# 北美电话区号802

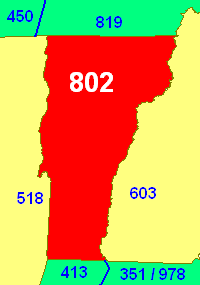
红色为佛蒙特州及其区号802

电话区号802是北美电话区号计划中覆盖佛蒙特州的电话区号。AT&T于1947年10月为整个州建立了802电话区号，直到现在仍然是佛蒙特州唯一的区号。  
佛蒙特州是十二个只有一个区号的州之一，802已成为该州的骄傲。